# Run for the Roses
Run for the Roses es el cuarto álbum en solitario del músico y compositor de folk rock y líder de Grateful Dead Jerry Garcia, publicado por Arista Records en noviembre de 1982.

## Lista de canciones
1. "Run For The Roses" (Jerry Garcia, Robert Hunter)
2. "I Saw Her Standing There" (John Lennon, Paul McCartney)
3. "Without Love" (Clyde McPhatter)
4. "Midnight Getaway" (Jerry Garcia, John Kahn, Robert Hunter)
5. "Leave The Little Girl Alone" (John Kahn, Robert Hunter)
6. "Valerie" (Jerry Garcia, Robert Hunter)
7. "Knockin' on Heaven's Door" (Bob Dylan)

Se reeditó un box set titulado All Good Things: Jerry Garcia Studio Sessions que incluye las siguientes pistas adicionales:
1. "Fennario" (tradicional) (aka Peggy-O)
2. "Alabama Getaway" (Jerry Garcia, Robert Hunter)
3. "Tangled Up In Blue" (Bob Dylan)
4. "Simple Twist Of Fate" (Bob Dylan)
5. "Dear Prudence" (John Lennon, Paul McCartney)
6. "Valerie (alt. mix)" (Jerry Garcia, Robert Hunter)

## Personal

### Músicos
- Jerry Garcia – guitarra, voz
- John Kahn – bajo, sintetizadores, piano, clavinet, guitarra
- Ron Tutt – batería, percusión
- Melvin Seals – órgano
- Merl Saunders – órgano
- James Warren – piano, clavinet
- Michael O'Martian – piano, clavinet
- Michael Neuman – trompeta
- Liz Stires – voz
- Julie Stafford – voz

### Producción
- Producido por Jerry Garcia, John Kahn
- Grabación: Betty Cantor-Jackson, Ron Malo
- Mezclas: Bob Matthews
- Masterización: George Horn
- Diseño gráfico: Victor Moscoso